# Különös házasság (regény)
A Különös házasság Mikszáth Kálmán egyik leghíresebb regénye, mely először 1900-ban jelent meg.
Az író művéhez megtörtént eseményt vett alapul. Bár később kiderült, hogy az általa készen kapott történet a valóságban másképp alakult, ez semmit nem von le a műalkotás értékeiből.
A történelmi regény cselekménye a 19. század elején játszódik.

## Története
|  | Alább a cselekmény részletei következnek! |

A regénynek gróf Buttler János a központi hőse. A sárospataki kollégiumból Buttler János hazafelé tart diáktársával, Bernáth Zsigával. Útközben egy napig vendégeskednek báró Dőry István olaszröszkei házában. A szünidőben otthon a fiatal gróf megkéri régi szerelme, Horváth Piroska kezét. Horváth Miklós, a meggazdagodott polgárból lett nemes örömmel adja apai áldását, ám a lakodalommal még egy évet várni kell.
Visszafelé a két barát, ígéretéhez híven, gyanútlanul újra betér Dőry báróhoz, de a feudális kényúrként viselkedő báró foglyul ejti őket és Buttler grófot fondorlatos módon arra kényszeríti, hogy feleségül vegye Dőry Máriát. Az erőszakos házassággal nem annyira a hatalmas Buttler-vagyont akarja megszerezni, sokkal inkább lánya, Mária terhességét próbálja leplezni, becsületét megmenteni. A házasság katolikus esketőpapja ugyanaz a Szucsinka plébános, Dőryék plébánosa, aki addig szerelmi viszonyt folytatott a bárókisasszonnyal.
Buttler János felháborodva tiltakozik az eljárás ellen, majd a család nemes pártfogóik segítségével pert kezdeményez, hogy felbontassák az erőszakkal kikényszerített házasságot. A báró természetesen azt állítja, hogy az esketés a gróf beleegyezésével történt.
Dőry báró véleménye szerint Buttlernek egyáltalán nem lenne szükséges hűnek maradnia a rátukmált feleséghez. A tiszta érzelmű, puritán erkölcsű Buttler gróf számára azonban ez nem járható út.
Évekig elhúzódik a pereskedés. Dőry hamis tanukat sorakoztat fel; lánya, Mariska a per folyamán ingadozik, de azért ő is hamisan vall, végül elájul (vagy csak játssza). Sokáig Bernáth Zsiga az egyetlen tanú, aki vallomásával Buttler igazát erősíti meg. Ám előkerül az ezermester Vidonka, aki vallomást tesz a kényszerházasság legfontosabb eszközéről, a Dőry által tőle rendelt emelőgépről. Közben Dőry báró párbajban lelövi Piroska rokonszenvesnek, felvilágosultnak ábrázolt apját. Buttler gróf már beleőszül a sok zaklatásba, vele együtt szenved menyasszonya is.
A perben az egyházi törvényszék tagjainak véleménye fele-fele arányban megoszlik az ügyről, így végül a generális auditor szava dönt. Azért, hogy a papi szerelmi botrányt elleplezzék, az erőszakkal kikényszerített házasságot érvényesnek mondják ki. Ezzel lehetetlenné teszik az igaz szerelmen alapuló új házasságot.
Egy idő után Buttler grófnak Bécsből halálhírét keltik; megrendezik a temetését, ám a lezárt koporsóba nem nézhet bele senki. Azután Horváth Piroska is nyomtalanul eltűnik: a szerelmesek boldogan egymásra találhatnak valahol, távoli innen, ahol a tekintély őrei megfojtották az igazságot. A regény híressé lett utolsó mondata: Csak a békák brekegik néha a közeli mocsarakban:
„Urrak a papok! Urrak a papok!”
|  | Itt a vége a cselekmény részletezésének! |

## Jellemzése
Mikszáth írói pályáján ez az első történelmi regény, cselekménye az 1810-es években játszódik. Igaz, hogy nem Kemény Zsigmond vagy Jókai értelmében vett történelmi regény: nem a nemzet sorskérdéseiről szól, nem a kor nagy eseményeit és kiemelkedő hőseit szerepelteti. Mikszáth a múltat meghittebb oldaláról nézi és egy lényegében hétköznapi, családi konfliktusból kibontva ábrázolja a kor társadalmát, mondja el róla véleményét.
Két erő áll szemben egymással: a hatalmaskodó, gátlástalan Dőry báró és a konfliktusba a per folytán bevonódó főpapok, valamint az igazságát, morális tisztaságát védő Buttler János és  Bernáthék, Horváthék. Hogy itt mennyire nem csak egyének szembenállásáról van szó, azt az író Pyrker érsek szavaival is hangsúlyozza: „Ez már többé nem pusztán az ön ügye. Ami az öné belőle, az liliputi dolog, amit meg se lehet látni többé. Ez egy hatalmas harc volt, gróf uram, mely az egyház és a papságot rossz szemmel méregető elemek közt folyt. Igen szomorú, hogy a hadihajón, amelyet elsüllyesztettünk, rajta volt az ön búzája is, de el kellett süllyesztenünk, uram, mert rajta voltak ellenségeink is, akik a mi hajónkat roncsolják vala össze.”
Mikszáth végig egyértelművé teszi, hogy melyik oldalon áll. Bár többször hangsúlyozza, hogy valós történeten alapuló krónikát ír, mégis állandóan érződik az író-elbeszélő személyes jelenléte. Rokonszenve a per szenvedő hőse, Buttler János mellett van, alakját gyakran idilli beállításban ábrázolja, például szerelmének öt évre visszatekintő történetében. Élesen szatirikus leírásai, gunyoros megjegyzései többnyire az ellentáborra vonatkoznak. Főként a katolikus papság magatartását kárhoztatja, szatírája nem kíméli a perben döntő papok emberi gyarlóságait.
A komor alaphangú regényt Mikszáth elbeszélő stílusának más műveiből is ismert jellemzői teszik élénkké és élvezetessé: töretlen anekdotázó és mesélő kedve, az epizódok gazdagsága,
a részleteknél elidőzgető, színesen megrajzolt életképei és népi alakjai, humor és irónia, a hétköznapi beszéd közvetlenségét visszaadó ízes népi nyelv. Ezekben nincs lényegi különbség az írónak a múltban és a jelenben játszódó regényei között.

## Utóéletéből
A Különös házasság először 1900-ban Budapesten jelent meg, két kötetben. Korabeli fogadtatása hűvös volt, a kritikák inkább a történet valóságtartalmának kérdésével foglalkoztak. Mikszáth annak idején azt állította, hogy munkája a valóságban megtörtént események hű leírása. A történetet valóban a felvidéki Bernáth-család egyik tagjától hallotta, és csak később derült ki, hogy az igazi Buttler gróf nem kényszerből, hanem valójában szerelemből nősült és azért igyekezett felbontani a házasságot, mert csalódott. Ez a tárgyi tévedés azonban semmit nem von le a műalkotás művészi értékeiből. A valóságban nem Dőry Máriának hívták a nőt, hanem Katalinnak (Mária a húga volt), és nem született gyermeke.
Az 1930-as évek idején kirobbant vitákban is főként a hitelességet kérték számon, bár a támadások igazi oka gyakran az a kihívás volt, amely a regényben a nagyhatalmú katolikus papság ellen irányult. Később, az 1960-as években éppen emiatt a leleplező szándék miatt a regényt a kritikai realizmus egyik tipikus alkotásaként emlegették.
Mikszáth művét színpadra is átdolgozták, több színházban számos alkalommal előadták. Buttler gróf szerepét többek között Latinovits Zoltán is játszotta.
A könyvet érdekfeszítő meséje különösen alkalmassá tette a megfilmesítésre. Először 1951-ben Keleti Márton rendezésében vitték filmre, a kor élvonalbeli színészeinek közreműködésével. Buttler alakját Benkő Gyula keltette életre; valószínűleg ebben a filmben állt utoljára kamera elé Somlay Artúr (Fischer érsek szerepében). Másodszor Szántó Erika forgatókönyve alapján, Zsurzs Éva rendező irányításával tévéfilm készült  a műből (1984); Dőry bárót Bessenyei Ferenc, Buttler János szerepét Benkő Péter – Benkő Gyula fia – alakította.